# Alexei Walerjewitsch Serebrjakow

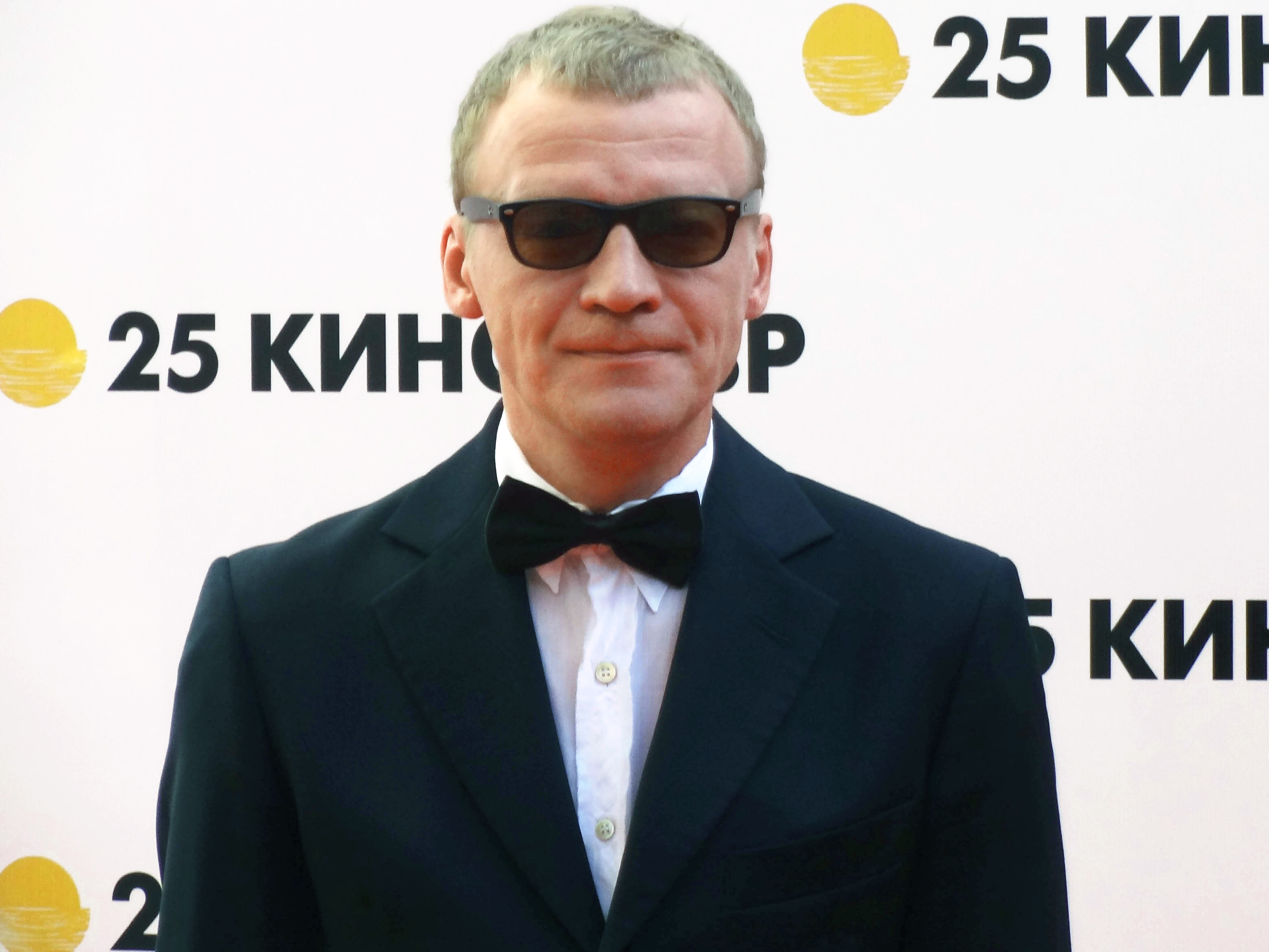
Alexei Walerjewitsch Serebrjakow (2014)

Alexei Walerjewitsch Serebrjakow (russisch Алексей Валерьевич Серебряков, wiss. Transliteration Aleksej Valer'evič Serebrjakov; * 3. Juli 1964 in Moskau, RSFSR, Sowjetunion) ist ein russischer Theater- und Filmschauspieler. Er begann Mitte der 1970er Jahre als Kinderdarsteller mit dem Schauspiel.

## Leben
Serebrjakows Vater war Flugzeugingenieur, seine Mutter arbeitete als Ärztin im Gorki-Filmstudio. In seiner Kindheit besuchte er eine Musikschule. Mit 13 Jahren gab er sein Debüt als Schauspieler. Er ist seit den 1970er Jahren als Fernseh- und Filmschauspieler tätig. 1986 absolvierte er das Staatliche Institut für Theaterkunst in Lunatscharski, wo er die Schauspielschule von Oleg Pawlowitsch Tabakow besuchte. Danach spielte er mehrere Jahre im Moskauer Theaterstudio Tabakerka unter der Leitung von eben diesen.
2014 war er in dem Spielfilm Leviathan in der Hauptrolle des Nikolai Sergejew zu sehen, wobei er von Torsten Michaelis für die deutschsprachige Fassung synchronisiert wurde. 2018 verkörperte er die Rolle des Dmitri Godman in sieben Episoden der Fernsehserie McMafia. Er spielte auch in internationalen Filmproduktionen mit, wie 2019 in der österreichisch-deutschen Dokumentation Space Dogs oder 2021 im US-amerikanischen Spielfilm Nobody.
Er gehörte von 1986 bis 1991 dem Ensemble des Oleg-Pawlowitsch-Tabakow-Theaters und von 2009 bis 2012 dem Ensemble des Lenkom-Theater an. Im März 2012 zog er mit seiner Frau und seinen zwei Kindern aufgrund der politischen Situation nach Kanada. Er kritisiert öffentlich die russische Politik, speziell Wladimir Putin. Im März 2021 kehrte er nach Russland zurück und verkündete, er habe nie von einem endgültigen Umzug nach Kanada gesprochen.

## Filmografie (Auswahl)
- 1973: Der ewige Ruf (Вечный зов, Fernsehserie)
- 1980: Vater und Sohn (Otez i syn/Отец и сын)
- 1990: Raspad – Der Zerfall (Raspad/Распад)
- 1991: Afghan Breakdown (Афганский излом)
- 1993: Ivan und Abraham (Moi Iwan, ty Abram/Я – Иван, ты – Абрам)
- 1995: Die Ankunft eines Zuges (Pribytije pojesda/Прибытие поезда)
- 2003: Antikiller 2: Antiterror (Антикиллер 2: Антитеррор)
- 2005: The Second Front (Wtoroi front/Второй фронт)
- 2005: Die Neunte Kompanie (9 rota/9 рота)
- 2006: My Name Is Happiness (Menja sowut Stschastje/Меня зовут Счастье) (Kurzfilm)
- 2009: Dark Planet: The Inhabited Island (Obitajemy ostrow/Обитаемый остров)
- 2014: Leviathan (Lewiafan/Левиафан)
- 2016: The Code of Cain
- 2017: The Last Warrior (Posledni bogatyr/Последний богатырь)
- 2017: Die letzten Krieger/Die Legende von Kolovrat (Legenda o Kolowrate/Легенда о Коловрате)
- 2018: McMafia (Fernsehserie, 7 Episoden)
- 2019: Next Stop: Russia (Iwanowo stschatje/Иваново счастье)
- 2019: The Coldest Game
- 2019: Van Goghs (Wan Gogi/Ван Гоги)
- 2019: Space Dogs
- 2020: The Petrichor
- 2020: Spagat (Spagat/Шпагат)
- 2021: Nobody
- 2024: Anora
- 2025: Yes